# Bellenden Ker Range
Bellenden Ker Range är en bergskedja i Australien. Den ligger i delstaten Queensland, omkring 1 400 kilometer nordväst om delstatshuvudstaden Brisbane.
Bellenden Ker Range sträcker sig 25,9 kilometer i sydostlig-nordvästlig riktning. Den högsta toppen är Bellenden Ker Centre Peak, 1 560 meter över havet.
Topografiskt ingår följande toppar i Bellenden Ker Range:
- Bellenden Ker Centre Peak
- Bellenden Ker North Peak
- Bellenden Ker South Peak
- Chickaboogalla
- Mount Harold
- Mount Massie
- Mount Sophia
- Mount Toressa
- Toressa

I omgivningarna runt Bellenden Ker Range växer i huvudsak städsegrön lövskog. Runt Bellenden Ker Range är det mycket glesbefolkat, med 6 invånare per kvadratkilometer. Genomsnittlig årsnederbörd är 2 169 millimeter. Den regnigaste månaden är mars, med i genomsnitt 496 mm nederbörd, och den torraste är oktober, med 36 mm nederbörd.